# Cotton States and International Exposition
De Cotton States and International Exposition was een wereldtentoonstelling die in 1895 werd gehouden in de Amerikaanse stad Atlanta. De tentoonstelling had vooral tot doel de regio onder de aandacht van de wereld te brengen en producten te tonen. Daarnaast was vooral aandacht voor de handel met Zuid-Amerika. De Verenigde Staten zelf waren prominent aanwezig, verdeeld over 25 paviljoens, van diverse staten en bedrijven, werden nieuwe ontwikkelingen op het gebied van landbouw en techniek getoond. De internationale inbreng was daarentegen minimaal, slechts Argentinië, El Salvador en Costa Rica waren met een eigen paviljoen vertegenwoordigd. Duitsland, China en Mexico werden, net als de indianen, onder de aandacht gebracht met een nagemaakt dorp. De tentoonstelling trok bezoekers uit de Verenigde Staten en 13 andere landen. Het woord internationaal had dan ook meer betrekking op de bezoekers en deze tentoonstelling is ook niet door het Bureau International des Expositions erkend. 
President Grover Cleveland opende de tentoonstelling maar de meeste aandacht tijdens de opening werd opgeëist door Booker T. Washington met zijn, zowel geprezen als verketterde, oproep -The Atlanta Compromise- tot samenwerking tussen de verschillende rassen in de Verenigde Staten. De federale regering stak $ 250.000 in de bouw van de Government building en diverse staten en landen zoals Argentinië hadden een eigen paviljoen. Naast deze paviljoens werd een tropische tuin aangelegd, tegenwoordig bekend als Atlanta Botanical Garden en Lake Clara Meer was een poel die voor de tentoonstelling werd vergroot tot de huidige omvang. Van het hoofdgebouw resteren nog slechts een aantal stenen balustrades verspreid in het park. Het park zelf is nog vrijwel zo ingericht als landschapsarchitect Joseph Forsyth Johnson het voor de tentoonstelling heeft ontworpen. De hoofdarchitect voor de hele tentoonstelling was Bradford Gilbert. Na afloop van de tentoonstelling kocht de stad Atlanta het terrein en maakte er een openbaar park van.